# Manandriana
Manandriana is een district van Madagaskar in de regio Amoron'i Mania. Het district telt 90.578 inwoners (2011), verdeeld over 10 gemeentes. De hoofdplaats is Ambovombe Afovoany.